# 疏穗野青茅
疏穗野青茅（学名：Deyeuxia effusiflora）为禾本科野青茅属下的一个种。

## 扩展阅读
- 維基物種上的相關：疏穗野青茅